# أندي رادفورد
أندي رادفورد (بالإنجليزية: Andy Radford)‏ هو قسيس بريطاني، ولد في 29 يناير 1944 في Hengrove ‏ في المملكة المتحدة، وتوفي في 20 مايو 2006 في غلوستر في المملكة المتحدة.